# Liste der Naturdenkmale in Mettendorf (Eifel)
Die Liste der Naturdenkmale in Mettendorf nennt die im Gemeindegebiet von Mettendorf ausgewiesenen Naturdenkmale (Stand 13. April 2024).

## Naturdenkmale
| Nr.         | Bezeichnung         | Lage                       | Beschreibung | Bild            |
| ----------- | ------------------- | -------------------------- | ------------ | --------------- |
| ND-7232-495 | Esche beim Kaufhaus | Im Fronhof, bei Nr. 6 Lage | Fraxinus sp. | Fotos hochladen |